# Terrier americano sin pelo

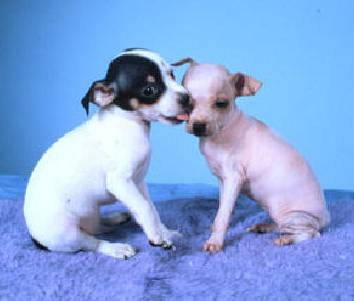
2 terrier americanos, con y sin pelo

El Terrier americano sin pelo (American Hairless Terrier) es una raza poco común de perro, considerado una variante del terrier ratonero.
El 1 de enero de 2004, el United Kennel Club norteamericano la consideró una raza separada dentro de los terrier. Suele confundirse con un chihuahua sin pelo.